# Articulação lombossacral
A articulação lombossacral é uma articulação do corpo, localizada entre a última vértebra lombar e o primeiro segmento sacral da coluna vertebral. Em alguns aspectos, chamá-la de "articulação" (singular) é um equívoco, já que a junção lombossacral inclui um disco entre o corpo da vértebra lombar inferior e o corpo da vértebra sacral superior, bem como duas articulações facetárias lombossacrais (articulações zigoapofisárias direita e esquerda).